# MoBo Presents: The Perfect Cast
The Perfect Cast es el cuarto EP de la banda de pop punk Modern Baseball.

## Antecedentes
El álbum se lanzó el 23 de octubre de 2015 a través de Lame-O Records de manera sorpresiva para sus fanes. El álbum buscó saciar el apetito de los fanes a la espera de su siguiente álbum de larga duración Holy Ghost. El álbum contiene seis canciones de las cuales dos fueron sencillos ("Revenge of the Nameless Ranger" y "The Thrash Particle"). La grabación se realizó en Filadelfia a principios de 2015. Tras la publicación del álbum la banda realizó una gira por los Estados Unidos en presentación de esta. La crítica del álbum fue en su mayoría positiva, PunkNews le dio 4 de 5 estrellas describiendo el sonido del álbum como un puente entre sus dos primeros álbumes de estudio.

## Lista de canciones
| N.º   | Título                                         | Duración |  |
| 1.    | «The Waterboy Returns»                         | 2:42     |  |
| 2.    | «Alpha Kappa Fall Of Troy The Movie Part Deux» | 2:54     |  |
| 3.    | «Infinity Exposed»                             | 2:08     |  |
| 4.    | «The Thrash Particle»                          | 3:23     |  |
| 5.    | «...And Beyond»                                | 2:22     |  |
| 6.    | «Revenge Of The Nameless Ranger»               | 2:34     |  |
| 16:03 |                                                |          |  |

## Personal
Modern Baseball
- Brendan Lukens - Voz, Guitarra rítmica
- Jake Ewald - Guitarra líder, Voz
- Ian Farmer - Bajo , Voz
- Sean Huber - Batería, Voz

Otros
- Producción - Modern Baseball
- Ingeniería - Jacob Ewald, Ian Farmer
- Miezcla - Matt Schimelfenig
- Masterización - Ryan Schwabe
- cubierta del álbum - Beau Brynes
- foto original - Jessica Flynn
- caligrafía - Perry Shall